# هورس ۱۹۲۴
سیارک ۱۹۲۴ (به انگلیسی: 1924 Horus، نامگذاری:4023P-L) هزار و نهصد و بیست و چهارمین سیارک کشف شده‌است که در ۲۴ سپتامبر ۱۹۶۰ کشف شد.
قدر مطلق سیارک برابر ۱۲٫۸۰ است.